# 奧爾德敦 (肯塔基州)
奧爾德敦（英語：Oldtown）是位於美國肯塔基州格里納普縣的一個非建制地區。

## 地理
奧爾德敦所處的海拔為高於海平面175米（即574英呎），而該地所採用的時區為UTC-5，即北美東部時區（EST）。同時該地設有夏令時間，為UTC-5調快一小時，即UTC-4（EDT）。